# Melithaea corymbosa
Melithaea corymbosa is een zachte koraalsoort uit de familie Melithaeidae. De koraalsoort komt uit het geslacht Melithaea. Melithaea corymbosa werd in 1908 voor het eerst wetenschappelijk beschreven door Kükenthal. 